# Neea obovata
Neea obovata är en underblomsväxtart som beskrevs av Richard Spruce och Anton Heimerl. Neea obovata ingår i släktet Neea och familjen underblomsväxter. Inga underarter finns listade i Catalogue of Life.